# Čigoć

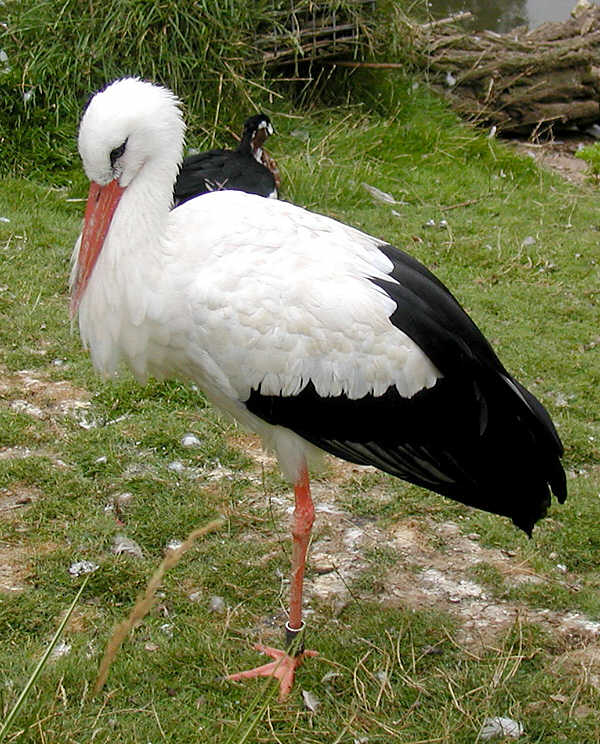
Das Dorf Čigoć ist europaweit bekannt für seine große Storch-Population

Čigoć [ˈtʃiɡɔtɕ] ist ein Dorf in der Posavina in Kroatien. Čigoć zählt rund 124 Einwohner und gehört zur Gemeinde Sisak. Das Dorf liegt im Naturpark Lonjsko Polje in Westslawonien. Die Ortschaft in der Save-Ebene ist insbesondere für seine große Storchenpopulation bekannt und wurde 1994 zum Europäischen Storchendorf gekürt.
Die wenigen Einwohner von Čigoć, vorwiegend ältere Menschen, widmen sich der Rinderzucht und dem traditionellen Ackerbau. Eine derartige Bewirtschaftung zieht zahlreiche Weißstörche an, welche dann in der Nähe ihre Nester bauen.

## Storch-Statistik
Storchenpaare:
39 Paare und 54 Jungstörche (trockenes Jahr 2003), 45 (2000),
41 (1999), 44 Paare und 188 Jungstörche (feuchtes Jahr 1988),
31 (1968)
Horste auf: Holzhäusern
Storchenfeste: 19. März (Hl. Josef) zur Ankunft der Störche. Alljährlich Ende Juni wird das Fest Štrokovo (der Storch-Tag) gefeiert, als Erinnerung an die Verleihung des Titels Europäisches Storchendorf.
Maßnahmen:
Erhaltung alter Haustierrassen, Informationszentrum
Besonderheiten: 1988 mit durchschnittlich 4,3 Jungen pro Paar bester Bruterfolg
in Europa, Der Tourismusverein Turistička družba Čigoć engagiert sich im Storchenschutz
Partner:
Naturpark Lonjsko Polje, Naturschutzamt

## Natur- und Kulturerbe
Die großflächigen Hutweiden, die mit landschaftsangepassten alten Haustierrassen wie der Hrvatski-Posavac-Pferderasse, Turopolje-Schweinen und dem slawonischen Graurind beweidet werden, sind ein einmaliges Natur- und Kulturerbe.
In Čigoć gibt es heute etwa 70 Holzhäuser im Stil der interessanten Architektur der Posavina-Gegend, welche als Kulturdenkmäler geschützt sind. Das gesamte Dorf stellt daher eine ethnologische Lokalität der gesamten Region dar.